# AG Pegasi
AG Pegasi eller HD 207757 är en symbiotisk dubbelstjärna belägen i den södra delen av stjärnbilden Pegasus. Den har haft en skenbar magnitud av ca 9,0 och kräver ett mindre teleskop för att kunna observeras. Baserat på parallax enligt Gaia Data Release 2 på ca 0,38 mas, beräknas den befinna sig på ett avstånd på ca 9 000 ljusår (2 600 parsek) från solen. Den rör sig närmare solen med en heliocentrisk radialhastighet på ca -16 km/s. Stjärnan är en snäv dubbelstjärna som består av en röd jätte och en vit dvärg, som uppskattas ha en massa av cirka 2,5 respektive 0,6 gånger solens massa. Den klassificeras som en symbiotisk nova och har genomgått ett extremt långsamt nova-utbrott och ett mindre utbrott.

## Observation

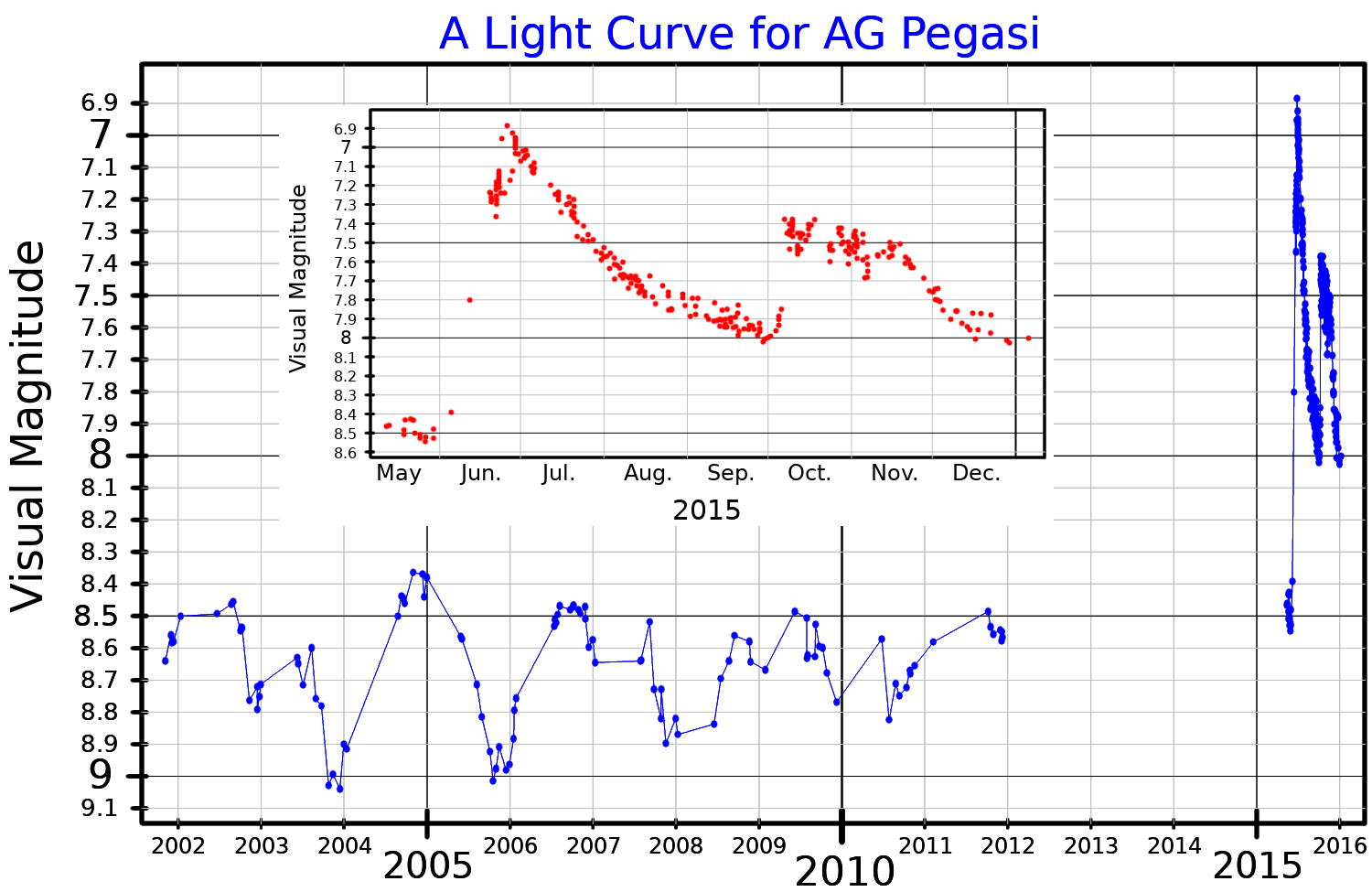
Ljuskurva i visuella bandet för AG Pegasi. Det infällda diagrammet visar 2015 års flare med en utökad tidsskala. Anpassad från Skopal et al. (2012) och Skopal et al. (2017)

Efter att ha upptäckts som en stjärna av magnitud 9, ljusnade AG Pegasi och nådde runt 1885 en topp med en skenbar magnitud på 6,0 innan den gradvis bleknade till magnitud 9 i slutet av 1900-talet. Dess spektrum noterades av tidigare observatörer som att likna P Cygni.
Spektrumet för den hetare stjärnan har förändrats drastiskt under 160 år, vilket fick forskare Scott Kenyon et al. att anta att dess varmare komponent, ursprungligen en vit dvärg, samlat tillräckligt mycket material från givarjättens stjärna för att börja kärnfusion av väte och runt 1850 utvecklas till en vit superjätte av spektraltyp A. Den hade detta spektrum och en uppskattad yttemperatur på omkring 10 000 K år 1900, med en sannolik radie lika med 16 gånger solens, innan den 1920 blev en stjärna av spektralklass B, en stjärna av spektralklass O 1940 och slutligen en Wolf-Rayet-stjärna 1970. Den har därefter varit en B-klasstjärna med en yttemperatur på 95 000 K sedan 1978. Den har krympt till en stjärna med en diameter som är 1,1 gånger solens diameter 1949, sedan 0,15 gånger 1978 och 0,08 gånger solens 1990. AG Pegasi har beskrivits som den långsammaste nova som någonsin registrerats,  med en konstant bolometrisk ljusstyrka för den hetare stjärnan under 130 år från 1850 till 1980. I slutet av 1900-talet har den hetare stjärnan utvecklats till en het underdvärg på väg mot att så småningom återgå till status av vit dvärg.
Vogel et al. beräknade att den hetare stjärnan måste ha samlat på sig material från den röda jätten i cirka 5 000 år innan den hade dess utbrott. Båda stjärnorna skjuter ut material i stjärnvindar. Den resulterande nebulosan innehåller material från båda stjärnorna och är komplex till sin natur.
Från 1997 till 2015 gick AG Pegasi in i en lugn fas utan någon ytterligare förändring av dess ljusstyrka. Sedan ökade den heta komponenten i temperatur, vilket gjorde att nebulositeten runt stjärnorna blev mer joniserad och ökade i ljusstyrka. Kombinationen av den extremt långsamma novan och mindre utbrott gör att AG Pegasi klassas som en symbiotisk nova.